# EA-3167
EA-3167 – organiczny związek chemiczny, psychotoksyczny bojowy środek trujący z grupy fenyloglikolanów. Jest to żółtawa, nielotna, bezwonna ciecz o bardzo dużej lepkości, praktycznie nierozpuszczalna w wodzie, a rozpuszczalna w alkoholu etylowym i chloroformie.
W latach 60. XX wieku był on testowany na ludziach w Edgewood Arsenal w stanie Maryland przez zespół pod kierownictwem Jamesa Ketchuma w ramach amerykańskiego programu rozwoju broni chemicznej. U badanych wystąpiły m.in. zwiększona drażliwość, łagodne zaburzenia pamięci, upośledzenie osądu i myślenia abstrakcyjnego, obniżenie sprawności umysłowej oraz sporadycznie splątanie. Łagodne objawy przy dawce 4,1 μg/kg pojawiały się po 2 godzinach, a ostre – po 5 godzinach i trwały przez około, odpowiednio, 240 i 96 godzin. Nie wykazano żadnych zmian organicznych, jednakże miesiąc po podaniu EA-3167 w psychologicznych testach osobowości zaobserwowano znaczące zwiększenie wyników w skalach hipochondrii, depresji, histerii, psychastenii, schizofrenii i manii, które 5 miesięcy później mieściły się już w granicach sprzed badania.
EA-3167 okazał się środkiem bardzo długo działającym (dłużej od 3-chinuklidynobenzylanu i EA-3443, których efekty trwają około 3 dni, oraz najdłużej działającym spośród wszystkich badanych w tym czasie związków z tej grupy). Siła działania tego związku jest porównywalna z EA-3443 i EA-3580, a jego działanie utrzymuje się od 5 do 10 dni. Wykazuje także bardzo małe prawdopodobieństwo wystąpienia efektów ubocznych.
Odtrutką na EA-3167 jest fizostygmina i takryna.